# Småting
"Småting" ("tradução portuguesa: "Pequenas coisas") foi a canção escolhida para representar a televisão pública norueguesa (NRK) no Festival Eurovisão da Canção 1972, interpretada em norueguês por Grethe & Benny. Foi a sexta canção a ser interpretada na noite do festival, a seguir à canção britânica "Beg, Steal or Borrow", interpretada pela banda The New Seekers e antes da canção portuguesa "A festa da vida", interpretada por Carlos Mendes. No final da competição, a canção norueguesa terminou em 14.º lugar (entre 18 participantes), recebendo um total de 73 pontos.

## Autoria
- Letra:  Kåre Grøttum, Ivar Børsum
- Música: Kåre Grøttum, Ivar Børsum
- Orquestração: Carsten Klouman

## Letra
A canção é uma balada, com o duo comparando os grandes sucessos da vida humana (erguer um castelo, chegada à Lua) com as "pequenas coisas", tais como observar o pôr-do-sol que para eles são experiências superiores às outras.